# Daniel Salvatore Schiffer
Pour les articles homonymes, voir Schiffer.
Daniel Salvatore Schiffer (né en 1957) est un philosophe et essayiste italien de culture française.

## Biographie
Daniel Salvatore Schiffer naît dans la famille d'un père pasteur, prédicateur et théologien. Titulaire d’un diplôme d'études approfondies en philosophie et lettres (programme commun UCL/ULB/ULG) (esthétique et philosophie de l'art), il est agrégé de philosophie (diplôme pédagogique belge).
Daniel Salvatore Schiffer est professeur de philosophie de l’art à l’École supérieure de l’Académie royale des beaux-arts de Liège. 
En 2010, il critique Bernard-Henri Lévy, dont il a contesté le récit d'une absence de rencontre entre eux deux.    
En 2014, il affirme être menacé par des islamistes après avoir appelé les musulmans à dénoncer les crimes intégristes,.
Daniel Salvatore Schiffer participe en 2024 au cycle de conférences organisé par Louis Aliot, maire Rassemblement national de Perpignan, et l’écrivain Éric Naulleau, le « Printemps de la liberté d'expression » à Perpignan,,.